# Perdiu de Dàuria
La perdiu de Dàuria (Perdix dauurica) és una espècie d'ocell de la família dels fasiànids (Phasianidae) que habita estepes i terres de conreu de l'Àsia central, des del sud de Rússia, Kirguizstan i Kazakhstan, fins a Mongòlia i el nord de la Xina.